# Field-Map

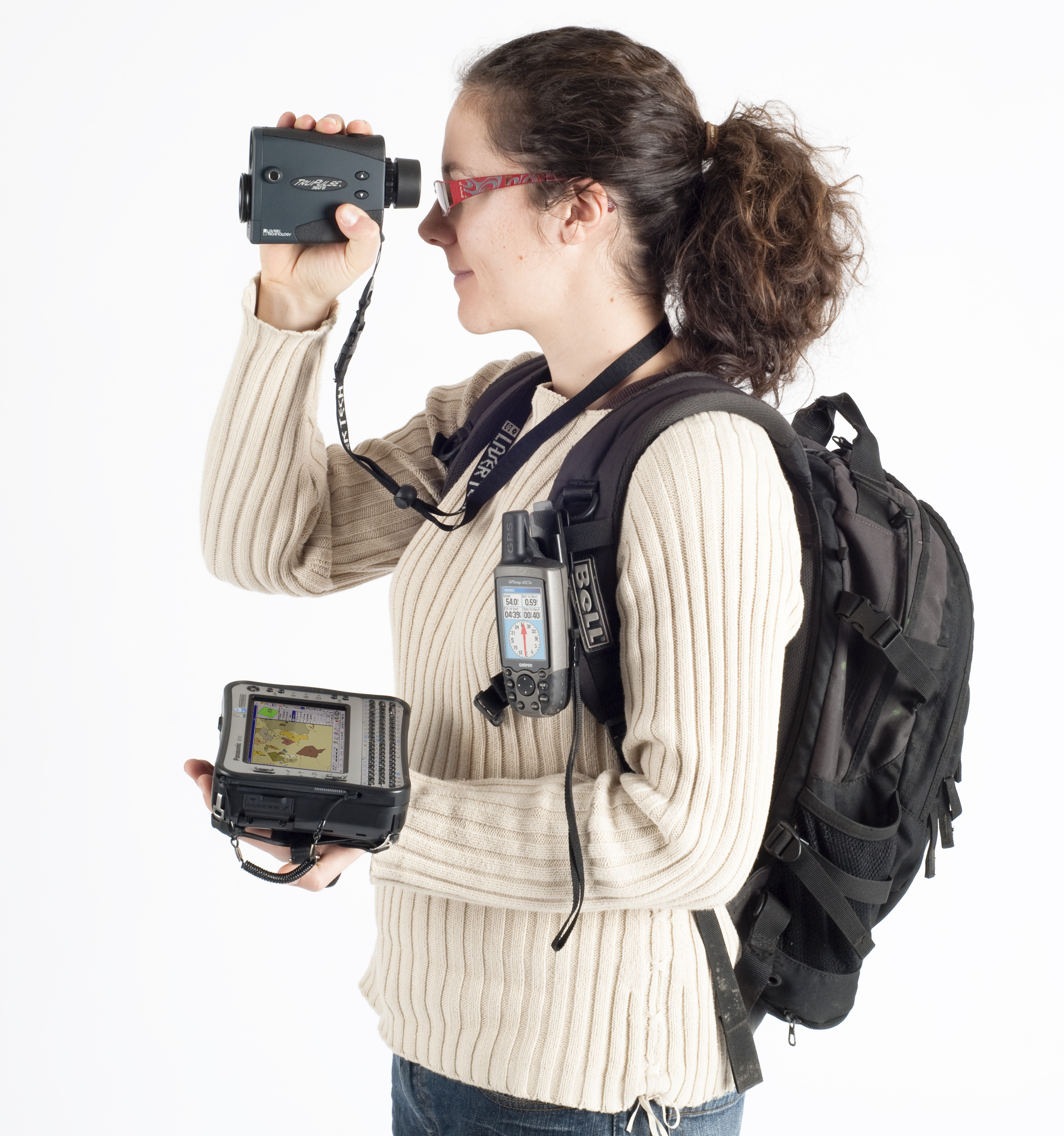
Ejemplo de instrumental utilizado para la realización de inventarios forestales (computadora portátil robusta, GPS ay telémetro láser).

Field-Map es una herramienta integrada diseñada para computadora de campo ayuda recogida de datos. Se utiliza principalmente para la asignación de los ecosistemas forestales y para la recopilación de datos durante el análisis de campo. Esta aplicación es capaz de trabajar con la base de datos relacional de varios niveles y también proporciona una comunicación fluida con los dispositivos externos tales como el GPS, telémetros láser e inclinómetros. La tecnología de Field-Map se utiliza actualmente para los inventarios forestales nacionales en Irlanda, Islandia, Cabo Verde, República Checa, Bélgica, Eslovaquia, Hungría , Rusia y [Perú -UNAS].

## Videografía
- Field-Map: une technologie pour la cartographie et collecte des données de terrain (YouTube)

- Datos: Q2378481